# Zespół dworski w Łuczycach
Zespół dworski w Łuczycach – znajdujący się w Łuczycach, w gminie Kocmyrzów-Luborzyca, w powiecie krakowskim.
Obiekt, w skład którego wchodzi piwnica w wałach ogrodowych z XVIII w. oraz ogród z 2 poł. XIX w., został wpisany do rejestru zabytków nieruchomych województwa małopolskiego. Zabudowania dworskie nie zachowały się.